# Dayton Miller
Dayton Clarence Miller (Strongsville, 13 de março de 1866 – 22 de fevereiro de 1941) foi um físico, astrônomo, especialista em acústica e flautista amador. Um dos primeiros experimentadores de raios X, Miller foi um defensor da teoria do éter e do espaço absoluto e opositor da teoria da relatividade de Albert Einstein.
Graduado pela Universidade Baldwin University em 1886, obteve um doutorado em astronomia em 1890 na Universidade de Princeton, orientado por Charles Augustus Young. Miller passou toda sua carreira lecionando física na Case School of Engineering da Case Western Reserve University em Cleveland. Seguindo a descoberta dos raios X por Wilhelm Conrad Röntgen em 1895, Miller usou tubos de raios catódicos construídos por William Crookes a fim de fazer algumas das primeiras imagens fotográficas de objetos ocultos, incluindo uma bala de revólver no corpo de um homem. Ativo em muitas organizações científicas, Miller foi membro da Academia de Artes e Ciências dos Estados Unidos e da American Philosophical Society. Durante a década de 1920 atuou como secretário, vice-presidente e presidente da American Physical Society e como presidente da divisão de Ciências Físicas do National Research Council. De 1931 a 1933 foi presidente da Acoustical Society of America.

## Publicações
- Laboratory Physics, a Student's Manual for Colleges and Scientific Schools. (New York: Ginn & Company, 1903)
- Extract from a Letter dated Cleveland, Ohio, August 5th, 1904, to Lord Kelvin from Profs. Edward W. Morley and Dayton C. Miller., (Philosophical Magazine, p. 6, Vol. 8. No. 48, Dec. 1904, pp. 753–754)
- On the Theory of Experiments to detect Aberrations of the Second Degree. (with Edward Morley, Philosophical Magazine, p. 6, Vol. 9. No. 53, Maio de 1905, pp. 669–680)
- Report of an experiment to detect the Fitzgerald-Lorentz Effect (with Edward Morley, Proceedings of the American Academy of Arts and Sciences, Vol. XLI, No. 12. 1905)
- Final Report on Ether-drift Experiments (with Edward Morley, Science, Vol. XXV, No. 2. p. 525, 1907)
- The Science of Musical Sounds (New York: The Macmillan Company, 1916, revised 1926)
- Anecdotal History of the Science of Sound (New York: The Macmillan Company, 1935)
- Sound Waves: Their Shape and Speed (New York: The Macmillan Company, 1937)
- Sparks, Lightning and Cosmic Rays (New York: The Macmillan Company, 1939)
- The Ether-Drift Experiments and the Determination of the Absolute Motion of the Earth (Reviews of Modern Physics 5, 203-242 (1933))